# Allsång på Skansen
Allsång på Skansen is een Zweeds muziekevenement dat sinds 1935 gedurende de zomermaanden wordt georganiseerd in Skansen, een openluchtmuseum in hoofdstad Stockholm. Sedert 1979 wordt het jaarlijks uitgezonden door Sveriges Television, de Zweedse openbare omroep.

## Geschiedenis

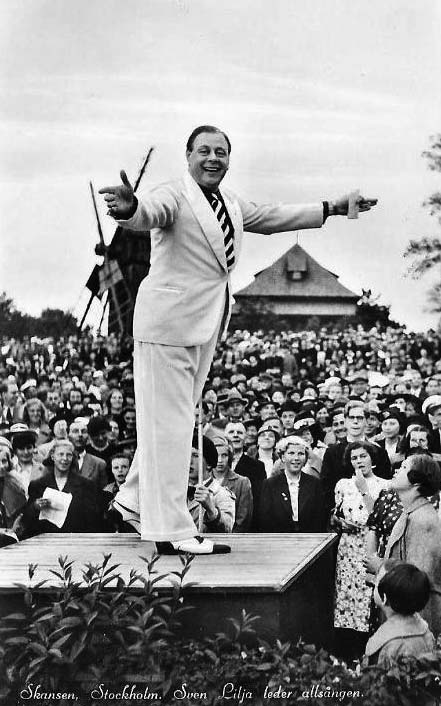
Sven Lilja, de geestelijke vader van Allsång på Skansen

Het evenement kende zijn oorsprong in 1935, toen onder leiding van Sven Lilja een vijftigtal mensen samen kwam zingen in het openluchtmuseum op het eiland Djurgården. De happening groeide al snel aan populariteit, en barstte uit zijn voegen toen in 1938 twee miljoen mensen kwamen meezingen. In de beginjaren werden er vooral volks- en vaderlandslievende liederen gezongen. Elke avond werd ook afgesloten met Sveriges flagga. Na de Tweede Wereldoorlog nam de populariteit van het festival echter af. De naoorlogse muzieksmaak was drastisch veranderd en de bevolking was niet langer te vinden om klassieke volksnummers te zingen. Sven Lilja overleed begin 1951, waarna Allsång på Skansen werd stopgezet.
In 1956 werd Allsång på Skansen door Bengt Feldreich nieuw leven ingeblazen. De destijds immens populaire presentator van Sveriges Radio moderniseerde de muziekstijl grondig en schrapte de patriottische liederen. Het festival kreeg ook een nieuwe naam: Siste Man på Skansen. Feldreich bleef tot en met 1966 presentator, waarna het zangfeest wederom werd opgedoekt.
In 1974 werd de draad van Allsång på Skansen opnieuw opgepikt door Bosse Larsson. De eerste jaren was de interesse van het grote publiek matig, maar gaandeweg stegen de bezoekers- en luisteraantallen op de nationale radio weer. 1979 betekende een mijlpaal voor Allsång på Skansen: het muziekfestijn werd voor het eerst uitgezonden door Sveriges Television. In datzelfde jaar werd er ook een themalied geïntroduceerd: Sjung med, sjung med, per television, så blir vi enad nation! zou tot 1993 jaarlijks te horen zijn in Skansen.

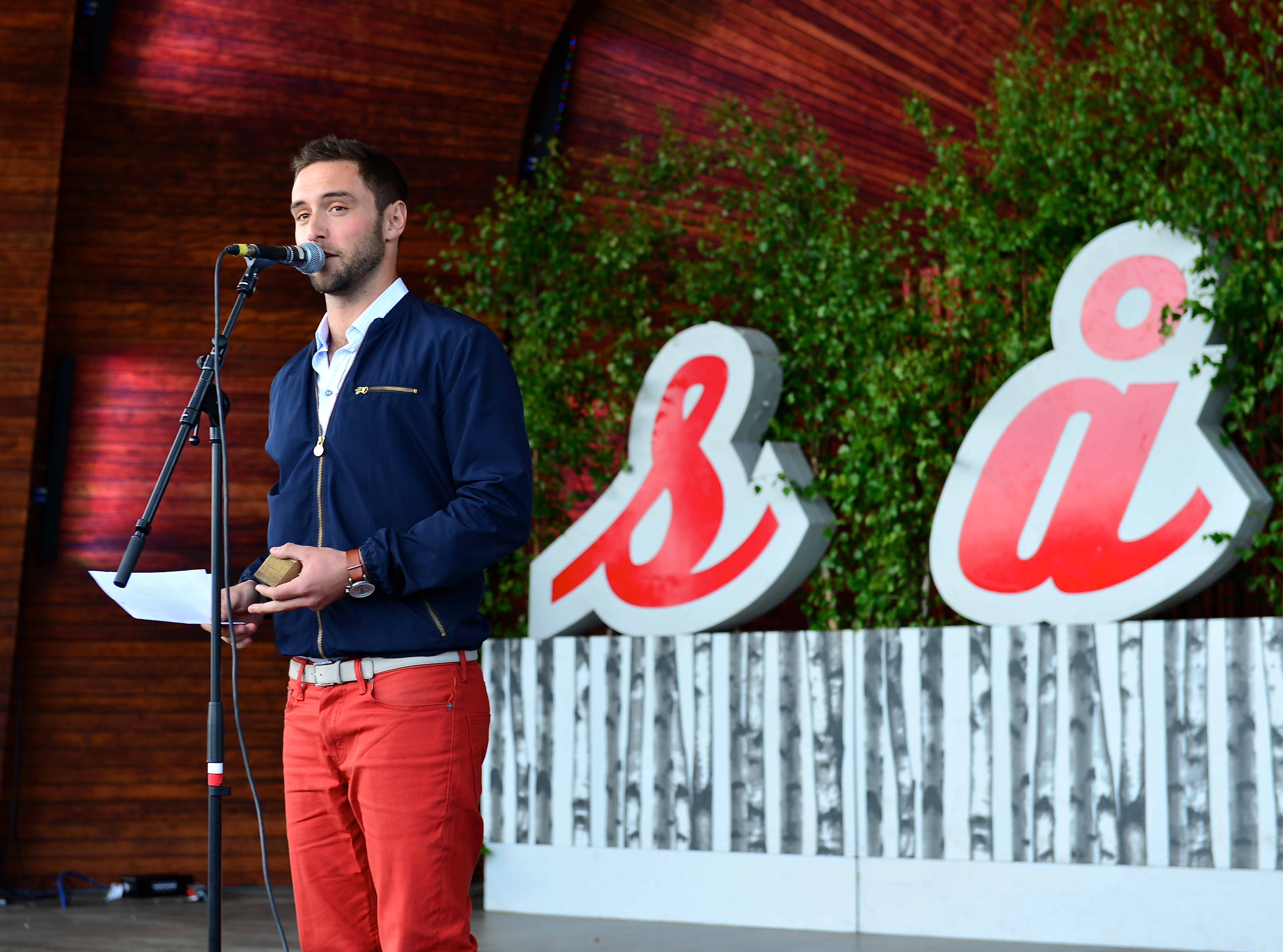
Måns Zelmerlöw tijdens Allsång på Skansen 2013

Lasse Berghagen nam in 1994 de fakkel over van Bosse Larsson als presentator. Hij maakte het programma populairder dan ooit tevoren, en componeerde ook het nieuwe themalied, Stockholm i mitt hjärta, dat tot op de dag van vandaag jaarlijks gezongen wordt. In de zomer van 2003 werd hij opgevolgd door Anders Lundin, die bekend was geworden als presentator van het Eurovisiesongfestival 2000. Onder zijn leiding bleef het zomerfestival groeien; wekelijks kwamen er gemiddeld 28.000 toeschouwers opdagen, en op 26 juni 2007 werd het huidige kijkcijferrecord gevestigd: maar liefst 2.265.000 Zweden keken die dinsdagavond naar The Ark, Pernilla Wahlgren, Benjamin Ingrosso, Maia Hirasawa, Electric Banana Band en Maria Möller.
Begin 2011 raakte bekend dat Måns Zelmerlöw de presentatie over zou nemen. SVT nam deze keuze nadat de kijkcijfers reeds enkele jaren in verval waren geraakt. Zelmerlöw nam ook de volgende twee seizoenen de presentatie op zich. In 2014 werd hij opgevolgd door Petra Marklund, die daarmee de eerste presentatrice van Allsång på Skansen werd. In 2016 nam Sanna Nielsen de fakkel over. Zij werd op haar beurt in 2023 opgevolgd door Pernilla Wahlgren.

## Presentatoren
- 1935-1950: Sven Lilja
- 1956-1966: Egon Kjerrman
- 1974-1993: Bosse Larsson
- 1994-2003: Lasse Berghagen
- 2003-2010: Anders Lundin
- 2011-2013: Måns Zelmerlöw
- 2014-2015: Petra Marklund
- 2016-2022: Sanna Nielsen
- 2023-heden: Pernilla Wahlgren